# Georges Polti
Georges Polti (ou George Polti) 1868-1946 foi um escritor francês, crítico literário e de teatro. Suas publicações mais conhecidas são as Trinta e Seis Situações Dramáticas (Les Trente-Six Situations Dramatiques, 1895) (Paris: Édition du Mercure de France, 1912, segunda edição) e A Arte de Inventar Personagens (L’Art D’inventer les Personnages. Éditions Figuière 1912).

## Biografia
Fez sua estréia na imprensa como autor de "Teoria dos Temperamentos" (Théorie des les Tempéraments), escrito em colaboração com Emil de Gary Lakrozom e publicado em 1888-1889 na revista L'Initiation (A Iniciação) editada pelo médico e estudioso da cabala Gérard Anaclet Vincent Encausse ou Papus. Publicou também vários artigos sobre literatura, teatro e cultura em Paris, traduziu Novalis e Goethe.

## As 36 Situações Dramáticas
Polti, no início de sua obra afirma que tomou em conta que parece pouco haver apenas trinta e seis situações dramáticas. Para tal categorização Se inspira principalmente no trabalho do dramaturgo italiano Carlo Gozzi que afirmava haver 36 situações dramáticas. Entretanto, acrescenta "Friedrich Schiller tomou a tarefa dolorosa de achar mais, mas não conseguiu" e Gérard de Nerval achou apenas vinte e quatro. 

O livro Les Trente-Six Situations Dramatiques parte de um aprofundado estudo dos principais dramas e dramaturgos de teatro e também de alguns romances. Ao final da edição de 1912 há uma lista dos autores e das obras estudadas. Entre eles Alfieri, Balzac, Bataille, Berlioz, Bizet, Calderon, Cervantes, Corneille, Dostoievski, Dumas pai e filho, Os dramaturgos da Grécia Antiga (Ésquilo, Sófocles e Eurípedes), Feydeau, Goethe, Goldoni, o conde italiano Carlo Gozzi, ligado à última fase da Commedia dell' Arte, Victor Hugo, Hauptmann, Jarry, Labiche, Lessing, Lope de Vega, Maeterlick,  Molière, Racine, Romain Rolland, William Shakespeare, Bernard Shaw, Wagner, Zola, e também textos anônimos do teatro chinês, indú, dos mistérios e milagres medievais,  estabelecendo trinta e seis situações dramáticas modelares, com categorias e sub categorias. Polti lista diversas variações de cada situação estabelecida e cita ainda muitos exemplos delas (ver estudo de Leonardo de Moraes que contém a maioria dessas variações em português).
Como exemplo desta análise, vejamos a situação dramática XXIV: Remorso. 

Esta situação possui seis variantes, Polti as descreve da seguinte maneira: 

 A1 (remorso por um crime desconhecido) Agamenon de Ésquilo  e Manfred de Byron;

 A2 (remorso por um parricídio) Eumênides de Ésquilo e Oréstia de Eurípedes;

 A3 (remorso por um assassinato) Crime e Castigo de Dostoievski;

 A4 (remorso pelo assassinato de um cônjuge) Pierrot Assassino de sua Mulher de M. Paul Marguerite;

 B1 (remorso pela falta de amor) Madeleine Zola; 

 B2 (remorso de adúltero) Escândalo de M. Bataille;

## Obras teóricas
- Théorie des Tempéraments. Carré 1899
- Notation de Gestes. Savine, 1892
- Timidité de Shakespeare. Schleicher, 1900